# Меланија Бугариновић
Меланија Бугариновић (Бела Црква, 29. јун 1903 — 1986) била је српска оперска певачица.
Меланија је почела да се бави певањем у раном детињству, са шест година. Као седамнаестогодишњакиња, 1930. године је примљена у Оперу Народног позоришта у Београду.
Остала је упамћена као прва Српкиња са сталним ангажманом у Бечкој опери, као и прва Српкиња која је узела учешће на Бајројтским свечаностима у Немачкој.
Једна улица у Новом Саду носи име Меланије Бугариновић.

## Биографија
Меланија Бугариновић је већ са шест година певала у певници цркве у родном граду, а наставила да се бави певањем у школском хору. Музичку школу је учила у Темишвару, где се и удала и родила кћерку Мирјану, касније познату оперску певачицу.
У Београд је дошла 1930. године. Тадашњи управник Народног позоришта, Милан Предић, и директор Опере, чувени композитор Стеван Христић, препознали су у њој аутентичну и свежу оперску снагу, па је након месец дана проведених у Београду, примљена у Оперу. Ускоро је добијала главне улоге у операма. У Опери Народног позоришта у Београду је имала ангажман у два наврата: у периоду од 1930. до 1937. године и од 1946. до 1968. године.
Године 1937. одлази у Беч и постаје прва Српкиња са сталним ангажманом у Бечкој државној опери. Истовремено јој је понуђен и ангажман у Берлину, али се она ипак одлучила за одлазак у Беч. Такође је прва Српкиња на Бајројтским свечаностима у Немачкој, на које право учешћа имају најеминентнији солисти и диригенти, где је као чланица фестивалског ансамбла (сезона 1952/1953) остварила низ ликова из Вагнерових опера.
Оперски репертоар Меланије Бугариновић је био изузетно богат, и по броју оперских улога и по броју заступљених композитора. Гостовала је у Немачкој, Шпанији, Чехословачкој, Италији, Француској, СССР-у, Швајцарској, Аустрији, Грчкој, Израелу, Египту...
У Београд се вратила после Другог светског рата, као звезда.
Из јавности се повукла 1968. Након смрти ћерке је почела да размишља о оснивању фонда за унапређење вокалне уметности младих, а коначну одлуку је донела 1978. године. Тако је установљен Фонд за унапређење вокалне уметности младих „Меланија Бугариновић и ћерка Мирјана Калиновић-Калин“ у Новом Саду, поводом којег је била приређена и свечаност у Градској кући. Фондом је предвиђено да се сва покретна и непокретна имовина ове оперске диве и њене рано преминуле кћерке, дарује новосадској општини у циљу школовања младих талената вокалног и клавирског одсека из СМШ „Исидор Бајић“ и Академије уметности у Новом Саду.
Меланија Бугариновић је умрла 1986. године, а иза ње су остале две куће у Београду од по неколико стотина квадрата, изузетно вредна нумизматичка и филателистичка збирка, као и раскошан златни накит.

## Фонд за унапређење вокалне уметности младих
Један од чланова уговора у вези са основаним фондом је био тај да се из покретне имовине која се уноси у Фонд, издвоје предмети везани за уметнички развој и стваралаштво певачица и да се они на одговарајући начин учине доступним јавности. Након смрти Меланије Бугариновић 1986. године, сва покретна имовина је пренета у Музеј града Новог Сада. У овој институцији културе формирана је посебна збирка – Меморијал Меланије Бугариновић и кћерке Мирјане Калиновић – Калин, као трајна успомена на две српске примадоне. Музејска колекција садржи драгоцен документарни и илустративни материјал, личне предмете и мноштво других свакодневних предмета који су се налазили у домовима Меланије Бугариновић и Мирјане Калиновић. Из сачуваних личних докумената, могу се дознати детаљи из приватних и професионалних биографија две певачице, а међу 1500 сачуваних фотографија, посебно се истичу бројне сценске фотографије, почевши од раних тридесетих година и првих ангажмана Меланије Бугариновић, до улога у Бечу, Берлину и другим европским метрополама.
О професионалним успесима мајке и кћерке сведоче и сачувани плакати, програми и позивнице за представе у реномираним оперским кућама. Јединствени комплети грамофонских плоча, снимљени у Лондону, Паризу, представљају праву драгоценост, док аматерске магнетофонске и филмске траке приказују певачице и у опуштенијем окружењу. Посебан сегмент сталне поставке у Музеју града Новог Сада издвојен је за реконструкцију ентеријера њихових домова, па публика има прилику да види инструменте, уметничке слике, намештај, предмете примењене уметности. Приликом сваког од својих бројних гостовања, она је куповала интересантне детаље којима је опремала просторе своје виле у Београду. Аустријско и руско сребро, стакло из Венеције, порцелан из Беча и студијске копије значајних европских сликара, били су интересантни оку Меланије Бугариновић.
Ови експонати осликавају укус, свакодневицу и приватни живот Меланије Бугариновић, али и начин живота послератне генерације имућних Београђана. Нажалост, судбина ове заоставштине има и своју тужну страну. Иако су Новом Саду поклоњене две београдске виле у којима су певачице становале, лошим газдовањем једна од њих је неповратно изгубљена, а друга потпуно преправљена од стране закупца. Живот примадона у зеленилу мирног Сењака данас је могуће видети само на неколико филмских трака и фотографија које се чувају у Музеју града Новог Сада.